# Konjunktion in der spanischen Sprache
Konjunktionen, conjunciones sind allgemein ein Typ von Funktionswörtern, die als ihre Ergänzung Wörter bzw. Satzteile nehmen, die sie miteinander oder mit dem Kontext verknüpfen; sie teilen sich in nebenordnende und unterordnende (nebensatzeinleitende Konjunktionen). Die Konjunktionen im Spanischen sind, ebenso wie im Standarddeutschen, nicht flektierte Wörter, die ihren Ergänzungen (also auch dem Nebensatz, den sie einleiten), vorangehen.
Bei nebensatzeinleidenden Konjunktionen ist im Spanischen besonders darauf zu achten, dass sie den Indikativ, indicativo, den subjuntivo oder aber den Infinitiv, infintivo nach sich ziehen können.

## Einteilung der spanischen Konjunktionen
Die spanischen Konjunktionen lassen sich einteilen in:
- Einzelwort-Konjunktionen, conjunciones simples, z. B. die koordinierenden Konjunktionen y und, o oder, pero aber
- zusammengesetzte Konjunktionen, conjunciones compuestas, möglich sind Adverbien + que; Präpositionen + que; Präpositionen + Substantiv + que[1]

Daneben können sie bezüglich ihrer syntaktischen Funktionen klassifiziert werden:
- Beiordnende oder nebenordnende Konjunktionen, conjunciones de coordinación, verknüpfen gleichartige Satzglieder oder Sätze miteinander. Diese werden nochmals geordnet in
  - Reihende Konjunktionen, conjunciones copulativos die eine Reihung der verschiedenen Satzglieder oder auch gleichrangigen Sätze verursachen. Beispiel: tanto … como, ni … ni.
  - Adversative Konjunktionen, conjunciones adversativas sie weisen auf eine Gegensätzlichkeit zum vorausgehenden Satz ein. Beispiel: aunque, sino.
  - Disjunktive Konjunktionen, conjunciones disyuntivas geben zum Ausdruck, dass es nur eine Möglichkeit gibt. Beispiel: bien … bien, o … o.
- Unterordnende Konjunktionen, conjunciones de subordinación. Sie leiten Nebensätze ein und können je nach Voraussetzung den Indikativ, indicativo oder den subjuntivo zur Folge nehmen. Sie sind oft auf die Einleitung bestimmter Bedeutungstypen von Sätzen spezialisiert (siehe die Übersicht der Nebensatzarten im folgenden Abschnitt).

## Konjunktionen und Nebensätze
Subordinierende Konjunktionen nutzt man, um Nebensätze an den Hauptsatz anzubinden. Hierzu zählen die temporalen Konjunktionen, hasta que bis, en cuanto sobald, después de que nachdem. Die konditionalen Konjunktionen: como als, como si als ob, en caso de que falls. Kausale Konjunktionen: porque weil, pues weil. Finale Konjunktionen: para que damit. Konsekutive Konjunktionen: de manera que so dass.
Man unterscheidet formal folgende Typen von Nebensätzen, oraciónes subordinadas:
- Subjektsätze, oraciónes sustantivas de sujeto
- direkte Objektsätze (statt eines Akkusativobjekts), oraciónes sustantivas de objeto directo
- indirekte Objektsätze (statt eines Dativobjekts), oraciónes sustantivas de objeto indirecto
- Attributsätze, oraciónes atributivas
- Relativsätze, oraciónes de relativos
- Adverbialsätze, oraciónes circunstanciales ein Nebensatz anstelle einer adverbialen Bestimmung, diese lassen sich weiter differenzieren, vor allem in:
  - Kausalsatz (Begründungssatz), oración causal
  - Temporalsatz, oración temporal
  - Konsekutivsatz (Folgesatz), oración consecutiva
  - Finalsatz (Absicht, Zweck), oración final
  - Konditionalsatz (Bedingungssatz), oración condicional
  - Konzessivsatz (Einräumungssatz, Gegengrundsatz), oración concesiva[2]
  - Komparativsatz, (Vergleichssatz), oración comparativa